# Le Chambon-Feugerolles
Le Chambon-Feugerolles je jugozahodno predmestje Saint-Étienna in občina v jugovzhodnem francoskem departmaju Loire regije Rona-Alpe. Leta 2010 je naselje imelo 12.851 prebivalcev.

## Geografija
Kraj leži v pokrajini Forez ob rečici Ondaine, 8,5 km jugozahodno od Saint-Étienna.

## Uprava
Le Chambon-Feugerolles je sedež istoimenskega kantona, v katerega je poleg njegove vključena še občina La Ricamarie z 20.827 prebivalci (v letu 2010).
Kanton Chambon-Feugerolles je sestavni del okrožja Saint-Étienne.

## Zanimivosti
- neoklasicistična cerkev sv. Klementa iz 19. stoletja,
- Château de Feugerolles, vojaško civilni arhitekturni spomenik iz 14. in 15. stoletja,
- kulturni prostor Albert Camus,
- Puits des Marais, ostanek nekdanjih rudnikov premoga, delujočih v dolini reke Ondaine.

## Pobratena mesta
- Herzebrock-Clarholz (Severno Porenje - Vestfalija, Nemčija);